# イブラヒム・エル・ボウニ
イブラヒム・エル・ボウニ（Ibrahim El Bouni、1992年12月9日 - ）は、オランダの男性キックボクサー。モロッコ出身。ハーレムジム所属。K-1 WORLD GP 2017 JAPAN ～初代ヘビー級王座決定トーナメント～で準優勝。
K-1やHERO'Sで活躍したメルヴィン・マヌーフを師に持つ。

## 来歴
2015年10月18日、WFLでボグダン・ストイカと対戦し1RTKO勝ち。
2016年10月8日、W5 Grand Prixでゼバット・ポーツラックと対戦し1RTKO勝ち。
2017年2月26日、日本の新生K-1に“メルヴィン・マヌーフの送り込む刺客”として参戦。K-1 WORLD GP 2017 JAPAN ～初代ライト級王座決定トーナメント～のスーパーファイトにて上原誠と対戦し2RKO勝ち。
2017年11月23日、K-1 WORLD GP 2017 JAPAN ～初代ヘビー級王座決定トーナメント～に参戦。1回戦でKOICHIにKO勝ち。準決勝でロエル・マナートにKO勝ち。決勝ではアントニオ・プラチバットに判定負けして準優勝に終わった。
2018年3月35日、WFLでボグダン・ストイカと再戦し判定勝ちで返り討ちにした。
2018年7月7日、ONE Fighting Championshipに参戦。ONE Championship: Battle for the Heavensでアンドレ・ムニエと対戦し1RKO勝ち。
2018年10月26日、ONE Championship: Pursuit of Greatnessでタリック・ケバベスと対戦し3RTKO負け。
2019年4月12日、ONE Championship: Roots of Honorでアンドレ・ストイカと対戦し判定負け。ボグダン・ストイカの兄に敗れた。